# New Baltimore (Nowy Jork)
New Baltimore – miasto w Stanach Zjednoczonych, w stanie Nowy Jork, w hrabstwie Greene.